# Wilk perski
Wilk perski, wilk południowoazjatycki (Canis lupus pallipes) – jeden z najmniejszych podgatunków wilka szarego, drapieżnego ssaka z rodziny psowatych (Canidae). Prowadzi półpustynny tryb życia, spotykany od Izraela i Płw. Arabskiego do Pakistanu. Ma krótką, gęstą szarobrązowawą sierść z domieszką ciemniejszych włosów na pysku i wzdłuż grzbietu. Dość duże uszy. Blisko spokrewniony z wilkiem arabskim. Zagrożony z powodu mieszania się ze zdziczałymi psami, stratą siedlisk i polowaniami. Być może jeden z przodków psa domowego.